# Шоџи Нишимура
Шоџи Нишимура (јап. 西村祥治; 30. новембар 1889 — 24. октобар 1944) је био вицеадмирал у Јапанској царској морнарици током Другог светског рата.

## Рани период
Нишимура је рођен у префектури Акита на северу региона Тококу у Јапану. Он је дипломирао у 39. класи на царској јапанској поморској академији 1911. године, као 21. од 148 кадета. Као подофицир служи на оклопном крсташу Асо, па на бојном броду Микаса. Након унапређења у чин Ensign (еквивалент: Потпоручник), он се враћа на оклопни крсташ Асо, а одатле прелази на бојни крсташ Хиеи.
Он похађа морнаричку артиљеријско-торпедну школу у периоду 1914—1915. године, а затим прелази да служи на разарач Југири, па на оклопни крсташ Јакумо, а одатле прелази на бојни крсташ Харуна.
Kao Lieutenant (еквивалент: Поручник Фрегате) Од 1917. године, он усавршава навигацију и служи као заменик навигацијског официра на већем броју бродова, укључујући разарче Каваказе, Таниказе, корвету Јамато, лаку крстарицу Китаками, бојни брод Хизен, разарче Јура, Суносаки и крстарицу Ои. По унапређењу у чин Lieutenant commander (еквивалент: Поручник Бојног Брода), он постаје главни навигацијски официр на оклопном крсташу Нишин. Своју прву команду над бродом добија 1. новембра 1926. године - разарач Кику, а затим командује разарачима Вакатаке, Ураказе, Миказуки, и (након унапређења у чин Commander - еквивалент: Капетан Корвете, од 1929. године) Ширакумо. Почетком 1930-их, он се придружује команди 26-те групе разарача.
Нишимура је 1934. године унапређен у чин Captain (еквивалент: Капетан Фрегате), и након кратког командовања 19-том групом разарача, он постаје командант крстарице Кумано (1937—1938), па бојног крсташа Харуна (1938—1940). Чин контраадмирала добија 15. новембра 1940. године.

## Други светски рат
У време напада на Перл Харбор, Нишимура је командовао 4. ескадром разарача, и са њом се прославио током битке у Јаванском мору, у којој његови разарачи заједно са другим јапанским ратним бродовима, наносе велики пораз савезничким поморским снагама. Јуна месеца 1942. године, он је постављен на месту команданта 7. дивизије крстарица, и са њом учествује у Гвадалканалској кампањи.
Нишимура је постављен за команданта „Јужних снага“ („група Ц“) у операцији „ШО-ГО“ – финална и одлучујућа поморска битка протива морнарице Сједињених Америчких Држава у бици за Филипине. Нишимурине снаге „Ц“ су се састојале од бојних бродова Фусо и Јамаширо, тешке крстарице Могами и разарача Шигуре, Мичишио, Асагумо и Јамагумо. У пролазу Суригао, између острва Лејте и Динагат, увече 24. октобра 1944. године, он наилази на амерички 7. флоту, под командом контраадмирала Џесиа Олдендорфа, а састојала се од 6 бојних бродова, 8 крстарица, 29 разарача и 39 торпедних чамаца. Нишимурине снаге су изненађене и готово у потпуности уништене, а у бици гине и сам адмирал Нишимура.